# Муравйов Артамон Захарович

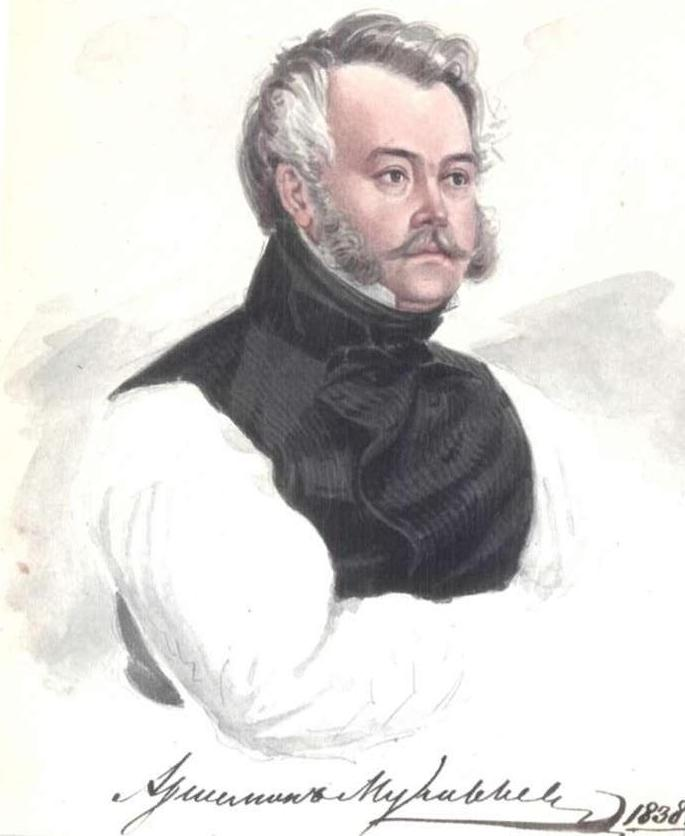
Муравйов Артамон Захарович. 1838р. Акварель Бестужева М.О. Автограф Артамона Муравйова.

Муравйов Артамон Захарович (3 жовтня 1793 — 4 листопада 1846) — полковник, командир  Охтирського гусарського полку. Учасник  Франко-російської війни 1812 року і  закордонних походів російської армії. Декабрист. Член  Союзу спасіння,  Союзу благоденства і  Південного товариства.

## Біографія

### Служба
З  дворян. Батько - Захар Матвійович Муравйов (1759 - 1832), артилерійський офіцер, згодом дійсний статський радник; мати - Єлизавета Карлівна Поссе, у першому шлюбі - Енгельгардт. Навчався в  Московському університеті з 1809 року, потім у Московському навчальному закладі для колонновожатих. У службу вступив колонновожатим - 5 серпня 1811 року.  Учасник Вітчизняної війни 1812 (при переслідуванні французьких військ).  Учасник закордонних походів. Повернувся до Петербурга в жовтні 1814 року, призначений ад'ютантом до генерал-лейтенанту, генерал-ад'ютанта графу де Ламберту 7 червня 1815 року. Відряджений  до Франції до окупаційного корпусу  графа М.С. Воронцова, де і залишався до 1818 року. З 12 грудня 1824 року - командир  Охтирського гусарського полку (містечко Любар, дивізійний штаб - Бердичів).

### Декабрист
Член  Союзу спасіння з 1817 року,  Союзу благоденства і  Південного товариства. Прийняв до  Союзу благоденства 4 чоловік. Знав про намір зазіхнути на життя імператора  Олександра I і підтримував цей намір. Обіцяв брати участь у повстанні зі своїм полком, знав про намір  Сергія Мурвьева-Апостола підняти на повстання  Чернігівський полк. Знав про намір  Якубовича вбити  Олександра I. Знав про зв'язки  Південного товариства з Польським і викликався сам сприяти їм.
Наказ про арешт від 27 грудня 1825 року, заарештований у Бердичеві, доставлений в Петербург на головну гауптвахту - 8 січня 1826 року, в той же день переведений у  Петропавловську фортецю. Микола I провів особистий допит 17 січня 1826 року, після чого віддав наказ закувати Артамона Муравйова, розкутий - 30 квітня 1826 року.
Засуджений за I розрядом і по конфірмації 10 липня 1826 року засуджений на каторжні роботи вічно. Відправлений закутим у кайдани до Сибіру - 21 липня 1826 року. Термін каторги скорочений до 20 років - 22 серпня 1826 року. Доставлений в Іркутськ - 27 серпня 1826 року, відправлений до  Благодатського руднику - 8 жовтня 1826 року. З 20 вересня 1827 року покарання відбував у  Читинському острозі, а у вересні 1830 року прибув в Петровський завод. Термін каторги скорочено до 15 років - в 1832 році, до 13 років - 14 грудня 1835 року. Його сестра графиня Е.3. Канкріна в 1837 і в 1839 роках клопотала про призначення його рядовим на Кавказ. Клопотання відхилялися. Після відбуття терміну каторги в серпні 1839 року звернений на поселення в с. Елань Бадайской волості Іркутської губернії, з дозволу генерал-губернатора В.Я. Руперта прибув до Іркутська для лікування в листопаді 1839 року аж до переведення в інше місце заслання, дозволено перевести в с. Малу розвідну, відправлений туди з Іркутська в березні 1840 рока, помер там і був похований у церковній огорожі с. Велика розвідна (при затопленні цього селища  Іркутським морем в 1952 році прах перенесено на Лісіхінське кладовище в Іркутську).

## Нагороди
- Орден святої Анни 4 ступеня.
- Орден святого Володимира 4 ступеня.
- Pour le Mérite.
- Кульмський хрест.